# 分散型海上作戦
分散型海上作戦（ぶんさんがたかいじょうさくせん：Distributed Maritime Operation, DMO）は、アメリカ海軍を中心として開発されている軍事コンセプト。センサーや攻撃兵器、艦艇などプラットフォームを広く分散させ、探知や妨害に対する強い耐性を持つネットワークで連接し、優れた状況認識を得るとともに、水上・水中・空中・陸上など全ての領域で高い戦闘力を発揮しようというものである。

## DLコンセプトの提唱
DMOは、2015年1月に米海軍水上部隊司令官 (ComNavSurFor) トーマス・ローデン中将をはじめとする3人の将官が『プロシーディングス』誌への寄稿によって提唱した分散型攻撃力（Distributed Lethality, DL）コンセプトを原型とする。ローデン中将らの論文では、冷戦終結以降のアメリカ海軍は挑戦を受けることのない支配的な海軍となった結果、敵海洋戦力の撃破という伝統的任務が等閑に付されて対地戦力投射に過度に偏重し、水上部隊はバランスを欠くかたちで発展を遂げてマインドセットは防御主体に変容し、制海のための攻撃能力が低下しているという問題認識が示された。この問題に対して、全ての水上戦闘艦の艦対艦ミサイルを強化するとともに、対空戦用に開発されているNIFC-CAを敷衍してネットワーク化を進め、更にその装備を揚陸艦や補給艦にも拡大することで攻撃力の増大を志向したのがDLコンセプトであった。
2015年3月、海軍・海兵隊・沿岸警備隊の3軍は、2007年の「21世紀のシーパワーのための協調戦略」 (CS21) を改訂し、同名の文書としてあらためて公表したが、DLコンセプトはこの改訂において正式に盛り込まれた。同年6月にはDLタスクフォースが設置され、海軍大学では同年中に3回のワークショップ、海軍大学院（NPS）では同年および翌年に2回の兵棋演習が実施された。またCS21の改訂に基づいて、2015年6月にはワシントンD.C.において海軍・海兵隊の上級指揮官による協議がもたれ、海軍がどのようにして沿岸地域及びその周辺で作戦すべきかを記述する構想の必要性が認識された。この構想は両軍種の合同作業によって策定する必要があることも同時に認識されたことから、同年8月より、海軍戦闘開発コマンド (NWDC) と海兵隊戦闘研究所 (MCWL) が共同で「係争環境における沿海域作戦」（LOCE）コンセプトの作成に着手した。

## DMOコンセプトへの発展
これらの検討を踏まえて、DLコンセプトを拡張し、他のコンセプトを統合したものとして2018年に発表されたのがDMOコンセプトである。DLが個々の艦船に焦点を当てていたのに対し、DMOは艦隊レベルにおける、より高強度の主要な戦いに焦点を当てたものとされる。
DMOコンセプトは、元来、2012年1月に公表された統合作戦アクセス構想（Joint Operational Access Concept, JOAC）において示された、仮想敵国の接近阻止・領域拒否（A2/AD）能力に対抗してアメリカ軍のアクセスをいかに確保するかという課題に由来する。JOACコンセプトの時点では、この課題への解法としてはエアシー・バトル（ASB）が提唱され、敵本土の指揮・情報アセットへの攻撃が検討されていたのに対し、DMOは異なる出発点を取り、分散した小型の陸上・海上部隊によってA2/AD環境下における敵軍の兵力の集中及び移動の自由を拒否することとされた。また敵A2/AD能力の脅威圏内に展開されるプラットフォームは喪失のリスクも高いことから、DMOコンセプトでは無人水上艇（USV）の活用も重視されている。
DMOコンセプトは、海兵隊を主体とする遠征前進基地作戦（EABO）コンセプトとともにLOCEコンセプトの下位に位置付けられ、相互補完的な役割を果たすこととされている。